# Sodankylä

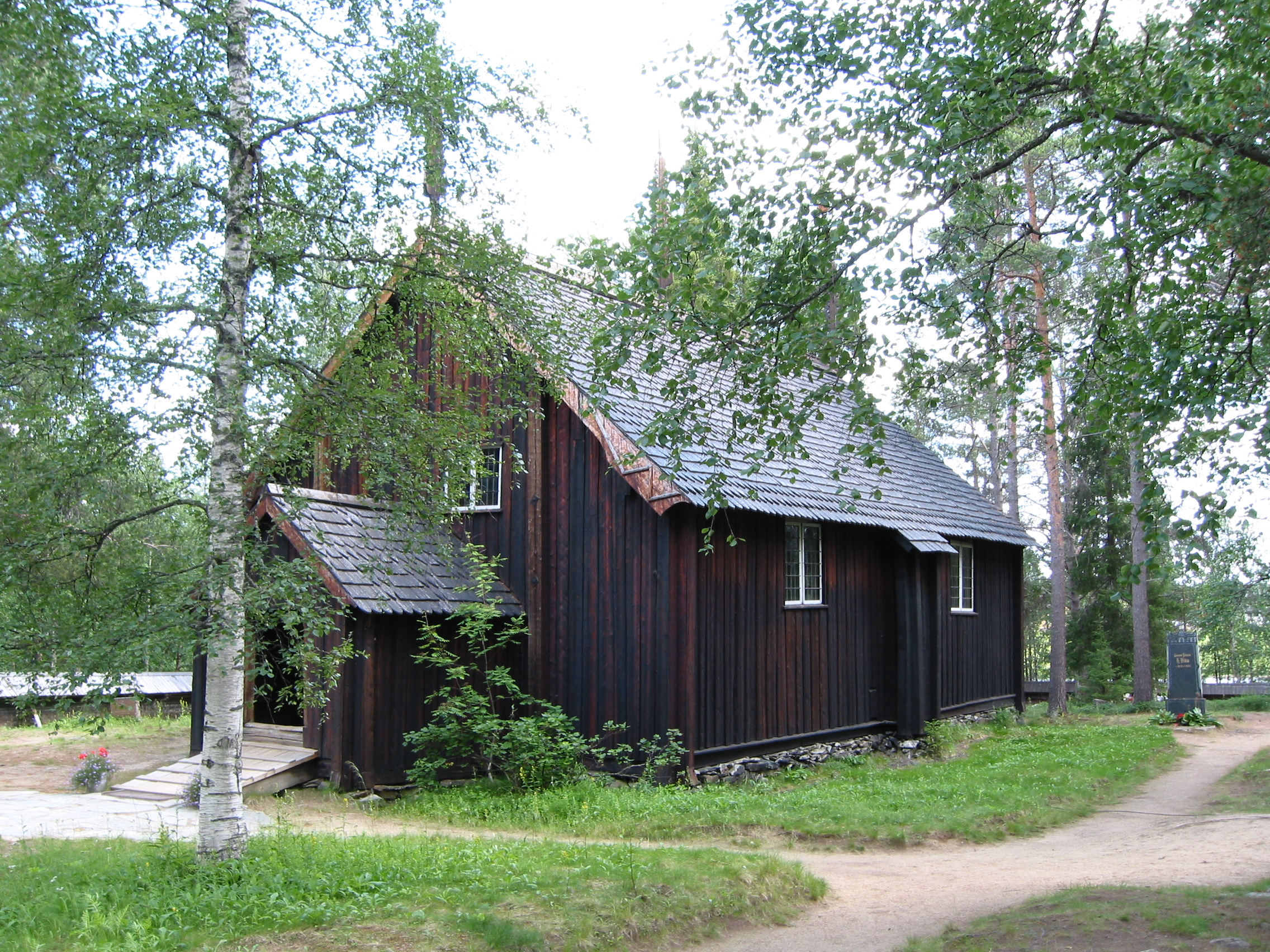
Starý kostel v Sodankylä

Sodankylä (inarijskou sámštinou Suáđigil, severosámsky Soađegilli, skoltskou sámštinou Suäˊđjel, do češtiny lze přeložit jako Válečná Ves) je obec ve finském Laponsku.
Počet obyvatel obce je 8 773  a její rozloha je 12 415,46 km², z čehož 718,65 km² připadá na vodní plochy. Hustota zalidnění je 0,8 obyvatel na km². Obec má dva úřední jazyky: finštinu a severní sámštinu.
Od roku 1986 hostí město filmový festival Midnight Sun (Sodankylän elokuvajuhlat).
 Ve městě sídlí Jaegerova brigáda (Jääkäriprikaati) finské armády. Nedaleko Sodankylä se nachází jedna z výzkumných radarových stanic EISCAT.

## Památky a zajímavosti
- Tankavaara. Muzeum zlata a zlatá vesnice. V srpnu 2006 zde probíhalo 30. mistrovství světa v rýžování zlata.
- Starý kostel. Byl postaven roku 1689, dřevěný.
- Nový kostel. Pochází z roku 1859, kamenný.
- Národní park Urho Kekkonena.
- Filmový festival Midnight Sun.

## Partnerská města
- Kola, Rusko
- Berlevåg, Norsko
- Norsjö, Švédsko
- Heiligenblut, Rakousko